# Magdalena (Sonora)
Magdalena è una municipalità dello stato di Sonora nel Messico settentrionale, il cui capoluogo è la località di Magdalena de Kino.
Conta 31 180 abitanti (2010) e ha una estensione di 1240,94 km².
Il nome della municipalità ricorda Maria Maddalena, venerata come santa dalla Chiesa cattolica

## Amministrazione

### Gemellaggi
Predaia - Magdalena de Kino è gemellata con Predaia, grazie a Eusebio Francesco Chini di Segno